# Борислав Иванов (МПО)
 Тази статия е за дееца на МПО.  За други хора с това име вижте Борислав Иванов (пояснение).  
Борислав Иванов Атанасов е български и американски общественик, деец на Македонската патриотична организация.

## Биография
Борислав Иванов е роден на 15 октомври 1924 година в град Неврокоп. В 1938 година нелегално става член на забранения след преврата от 19 май 1934 година Съюз на македонските младежки организации, а през 1942 година става негов официален председател. Същата година заедно с Илия Попиванов, председател на Неврокопското дружество на Илинденската организация, организират честване на годишнината от Илинденското въстание и организират панихида на гроба на Тодор Александров. През 1943 година постъпва в армията, а през цялата 1944 година учи в Школата за запасни офицери, която завършва с отличие.
Борислав Иванов започва да следва право в Софийския университет, но го прекъсва, след като е арестуван през 1945 година от установилата се нова власт след Деветосептемврийския преврат. Измъчван е, но скоро след това е освободен с помощта на брат си Димитър Иванов. Среща се в София с Владимир Куртев, живее за кратко в Брестница при брат си Иван Иванов и във Варна. Повторно е арестуван през 1947 година, а през април 1948 година заедно с 15 младежи бяга зад граница в Гърция. Групата е интернирана в лагера Лаврион, а по-късно – проводена в Атина, където се водят преговори с представители на САЩ по статута на областта Македония и евентуално взаимодействие с бившите революционери от ВМРО зад граница и с Иван Михайлов. През лятото на 1949 – 1950 година Борислав Иванов влиза на два пъти с група в България, но не постига целите си и повторно бяга в Гърция.
През 1952 година Борислав Иванов заминава за Германия, а оттам през 1953 година отива в Рим, Италия, където се среща с Иван Михайлов и започва работа в канцеларията му. Превежда статии от българския, югославския и гръцкия печат за ситуацията в Македония, провежда срещи с дейци на МПО в Западна Европа и редактира вестник „Македония“. През 1961 година заминава за Мадрид, където в националното испанско радио води новинарските емисии за Македония. По-късно емигрира в САЩ, където между 1962 и 1966 година е главен редактор на вестник „Македонска трибуна“.
Той е от групата в МПО заедно с Христо Лагадинов, Тодор Чукалев, Христо Низамов, Христо Анастасов, Петър Ацев, Иван Лебамов и Георги Лебамов, която се противопоставя срещу авторитаризма на Иван Михайлов и постепенно е изтласкана от ръководните постове на организацията.
На Петдесетия конгрес на МПО (4 – 6 септември 1971 г.) в Кливлънд, Охайо, Иванов е изключен от организацията по заповед на Иван Михайлов. Иванов отново е секретар на МПО от 1983 до 1985 година, но след това се отдръпва. 
Умира в Торонто на 4 декември 2002 година.
През 2012 година спомените му са издадени в книгата „Свободата има своя цена. Размишления и бележки за изминалите години“, под редакцията на Борис Дрангов и Кристина Попова. Негов личен архивен фонд се съхранява в Държавна агенция „Архиви“.